# Język koraku
Język koraku – język naturalny należący do grupy języków mundajskich rodziny austroazjatyckiej. Jest to jeden z wariantów języka korku używanego  głównie w indyjskich stanach Madhya Pradesh i Maharashtra.